# Полтава (футбольний клуб)
ФК «Полта́ва» — колишній український футбольний клуб з однойменного міста. Матчі проводив на стадіоні «Локомотив» — 3700 глядачів.

## Історія
Футбольний клуб «Полтава» був створений 25 червня 2007 року рішенням сесії Полтавської міської Ради. Команда створена під патронатом мера міста Андрія Матковського, який став Почесним Президентом клубу, і Леоніда Соболєва, який став головним спонсором і Президентом клубу.
З 2007 року клуб виступав у групі «Б» другої ліги. У сезоні 2007/08 року команда зайняла 11-те місце, а у сезоні 2008/09 — друге, поступившись кіровоградській «Зірці» лише за кількістю перемог («Полтава» мала кращу різницю м'ячів, але в тому сезоні при рівності очок спочатку рахувалася кількість перемог). Після зняття з турніру першої ліги «ІгроСервіс», між командами другої ліги, що зайняли другі місця у своїх групах, був проведений матч за право потрапляння у першу лігу. 12 червня 2009 року в Черкасах «Полтава» програла білоцерківському «Арсеналу» з рахунком 0:1 і залишилась у другій лізі.
В сезоні 2009/10 клуб зайняв 3-тє місце.
10 червня 2010 року було повідомлено, що клуб більше не буде виступати у другій лізі. Причиною цього в клубі називали «упереджене ставлення до колективу з боку ПФЛ», зокрема суддівство. Гравці клубу отримали розрахунок, але клуб як юридична особа був збережений. Кількома днями пізніше було повідомлено, що відбулася зустріч президента клубу Леоніда Соболєва, міністра спорту України Равіля Сафіулліна та начальника управління спорту Полтавської облдержадміністрації Віктора Пожичевського, за підсумками якої «є підстави припускати, що ФК „Полтава“ все ж виступить в чемпіонаті України в сезоні 2010/11 років», також у повідомленні зазначалося вираз громадськістю підтримки команді. 16 червня на зустрічі Леоніда Соболєва і мера Полтави Андрія Матковського було вирішено, що клуб продовжить участь у першості другої ліги. Проте вже по ходу чемпіонату, 25 грудня, було оголошено про припинення існування клубу, який на той момент був лідером турніру, але 21 січня 2011 року губернатор Полтавської області Олександр Удовиченко заявив, що клуб буде грати і існувати.
За підсумками того сезону «Полтава» зайняла друге місце, але в матчі плей-оф за вихід в першу лігу програла другій команді групи А «Сумам» і знову змушена була залишитись у другій лізі.
В сезоні 2011/12 клуб посів перше місце в групі Б (в «золотому» матчі клуб програв переможцю групи А «Сумам») і вперше в своїй історії вийшов до першої ліги. Відразу після цього клуб заявив у другу лігу дублювальну команду під назвою «Полтава-2», що представляла Карлівку.
21 червня 2018 року на офіційному сайті клубу було оголошено про розпуск команди через неприйнятні вимоги ФУ.

## Стадіон

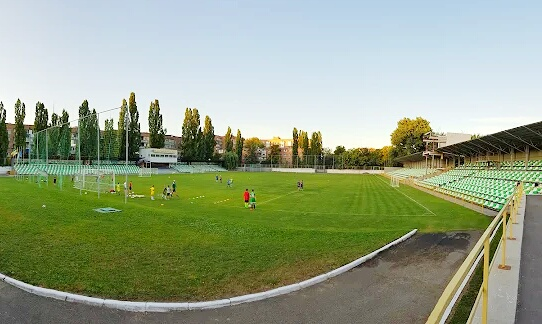
Загальний вигляд

З моменту заснування клубу «Полтава» грає на стадіоні «Локомотив» на Подолі. Стадіон був повністю реконструйований (2500 індивідуальних пластикових крісел, 2008 року введена в експлуатацію VIP-трибуна для почесних гостей). Реконструкцію профінансував президент клубу Леонід Соболєв. Нині стадіон вміщує 3700 глядачів.
Також «Полтава» отримала сучасну спортбазу, яка розташована за адресою: провулок Шевченка, 20а. Будівля бази була перетворена в житло для футболістів з кімнатами, сауною та тренажерним залом.

## Статистика
| Сезон   | Ліга      | Місце   | І  | В  | Н  | П  | ГЗ | ГП | О  | Кубок України       | Примітки                                 |
| ------- | --------- | ------- | -- | -- | -- | -- | -- | -- | -- | ------------------- | ---------------------------------------- |
| 2007–08 | Друга «Б» | 11 з 18 | 34 | 11 | 10 | 13 | 36 | 51 | 43 | Не брав участі      |                                          |
| 2008–09 | Друга «Б» | 2 з 18  | 34 | 21 | 9  | 4  | 52 | 23 | 72 | 1/32 фіналу         |                                          |
| 2009–10 | Друга «Б» | 3 з 14  | 26 | 16 | 6  | 4  | 34 | 16 | 54 | 1/16 фіналу         |                                          |
| 2010–11 | Друга «Б» | 2 з 12  | 22 | 15 | 3  | 4  | 41 | 24 | 48 | 1/8 фіналу          |                                          |
| 2011–12 | Друга «Б» | 1 з 14  | 26 | 18 | 5  | 3  | 50 | 18 | 59 | 1/16 фіналу         | Підвищення[8]                            |
| 2012–13 | Перша     | 13 з 18 | 34 | 11 | 12 | 11 | 35 | 35 | 45 | 2-й попередній етап |                                          |
| 2013–14 | Перша     | 4 з 16  | 30 | 14 | 4  | 12 | 36 | 34 | 46 | 1/16 фіналу         |                                          |
| 2014–15 | Перша     | 10 з 16 | 30 | 11 | 9  | 10 | 29 | 27 | 42 | 1/8 фіналу          |                                          |
| 2015–16 | Перша     | 10 з 16 | 30 | 10 | 8  | 12 | 29 | 32 | 38 | 1/32 фіналу         |                                          |
| 2016–17 | Перша     | 12 з 18 | 34 | 13 | 4  | 17 | 33 | 43 | 40 | 1/4 фіналу          | -3 очки                                  |
| 2017–18 | Перша     | 2 з 18  | 34 | 23 | 3  | 8  | 56 | 26 | 72 | 1/32 фіналу         | Підвищення, знявся перед початком сезону |

## Тренери
- Олександр Омельчук (червень 2007 — травень 2009)
- Іван Шарій (травень 2009 — січень 2010)
- Юрій Малигін (січень — червень 2010)
- Анатолій Безсмертний (червень 2010 — червень 2013; вересень 2015 — вересень 2016; 2017—2018)
- Юрій Ярошенко (вересень 2016 —2017)
- Володимир Прокопиненко (2017)

## Відомі гравці
Подано гравців, що виступали в вищому дивізіоні
| - Андрій Даньків - Андрій Конюшенко - Леонід Мусін | - Євген Дейнеко - Сергій Артюх - Вадим Харченко | - Олександр Матвєєв - Сергій Закарлюка - Антон Шевчук |

## Емблеми

Колишня емблема «Полтави»
Колишня емблема «Полтави»